# Transandinomys bolivaris
Transandinomys bolivaris е вид гризач от семейство Хомякови (Cricetidae). Видът не е застрашен от изчезване.

## Разпространение
Разпространен е в Еквадор, Колумбия, Коста Рика, Никарагуа, Панама и Хондурас.

## Описание
На дължина достигат до 11,6 cm, а теглото им е около 60,5 g.
Популацията на вида е стабилна.